# ドゥポンディウス

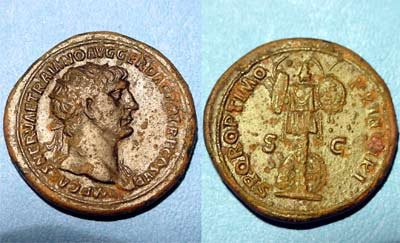
トラヤヌスのドゥポンディウス貨

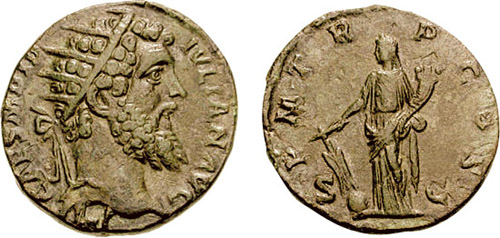
ディディウス・ユリアヌスのドゥポンディウス貨（紀元193年）

ドゥポンディウス（dupondius）は、共和政ローマからローマ帝国にかけて使われた真鍮貨で、2アスの価値がある（2ドゥポンディウスで1セステルティウス、8ドゥポンディウスで1デナリウス）。その名はラテン語で「2ポンド」の意味である。
ドゥポンディウスは共和政時代に大型の鋳造貨幣として導入されたが、当初からその重さは2ポンドに満たなかった。表面にはローマの胸像、裏面には6本スポークの車輪が描かれていた。共和政ローマ時代には、最初に造幣された後は全く鋳造されなくなった。
紀元前23年ごろのアウグストゥスの貨幣改革で、ドゥポンディウスとセステルティウスは金色に輝く銅合金で造幣されるようになった。これを当時のローマ人や貨幣研究者はオリカルクムと呼び、現代では黄銅と呼ぶ。その後は、赤みがかった銅貨になった。ただし、アウグストゥスの時代にも銅製のドゥポンディウス貨が一部鋳造され、ネロ帝の時代にはアスを銅ではなくオリカルクムで鋳造したこともあった。後者は若干小さいことと材質でのみ識別できる。
ドゥポンディウスはアスとほぼ同じ大きさであり、ネロの治世中の66年に発行されたものは皇帝の胸像で放射状の冠を加えて区別していた。放射状の冠を使って2倍の価値を表すという方法は、アントニニアヌス貨（2デナリウス）や2セステルティウス貨 (en) でも採用されている。ドゥポンディウスはネロ以前にも鋳造されているしその後も作られたが、放射状の冠を加えておらず、アスとの区別が難しかった。また、緑青に覆われて本来の色がわからないことが多かった。
マルクス・アウレリウス治世下の154年か155年の非常に珍しい保存状態のよいドゥポンディウス貨が、2007年にロンドンの Draper's Gardens の発掘現場で見つかった。
発行当時、必ずしも全ての種類の貨幣が潤沢に供給されていたわけではなく、時には特定の貨幣が不足気味になり、それに対応するため、高額の貨幣を半分に切断し、半額の貨幣2枚として使うことがあった。これに当たるものの一つとして、ドゥポンディウスを半分に切断して1アスとして使用したものが現存している。

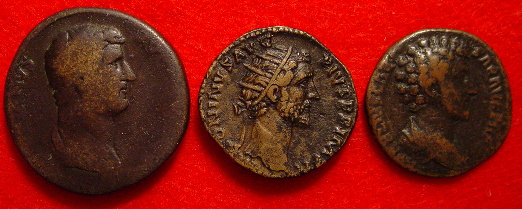
順に、ハドリアヌスのセステルティウス貨、アントニヌス・ピウスのドゥポンディウス貨、マルクス・アウレリウスのアス貨

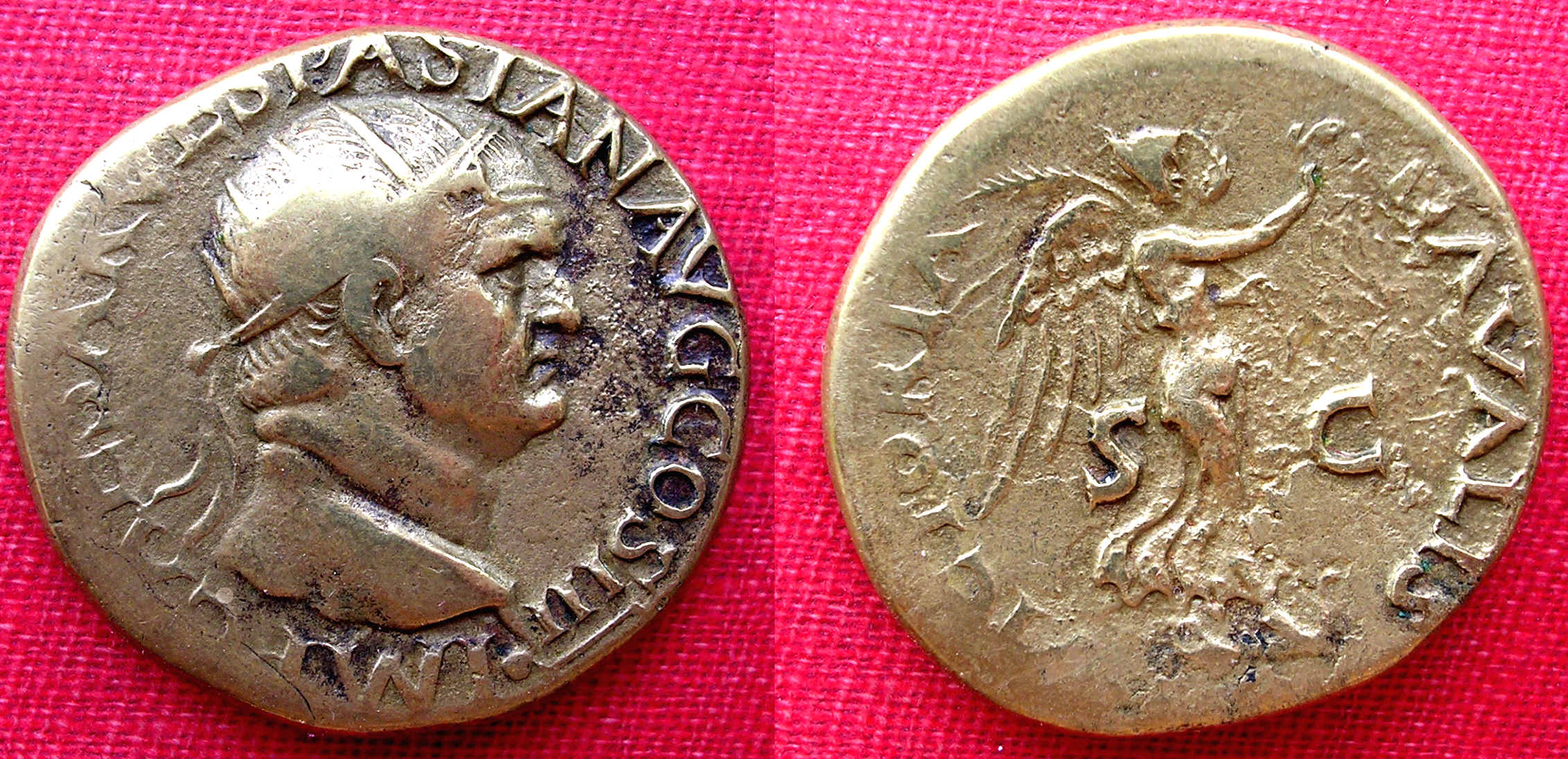
ウェスパシアヌスのドゥポンディウス貨。72年から73年、リヨンで造幣。この硬貨は腐食を免れ、本来の見た目と色を保持している。オリカルクム製で、直径29ミリ。